# Филмографија Џенифер Анистон
Џенифер Анистон је америчка глумица, продуценткиња и предузетница која је дебитовала на филму у комичном научнофантастичном остварењу Мак и ја из 1988. године у непотписаној улози плесачице у Мекдоналдсу. Две године касније, дебитовала је на телевизији у краткотрајној серији Molloy (1990), након чега је исте године уследила главна улога у Ферис Бјулеру, телевизијској адаптацији филма Слободан дан Фериса Бјулера из 1986. године. Обе серије су отказане у својим првим сезонама. Године 1993, глумила је младу хероину у хорор комедији Леприкон, њеној првој великој улози у играном филму. Понуђена јој је истакнута улога у емисији Уживо суботом увече, али је то одбила да би прихватила главну улогу у Ен-Би-Си-јевој телевизијској серији Пријатељи (1994–2004).
Џенифер је стекла светску популарност играјући Рејчел Грин у серији Пријатељи, улогом која јој је донела пет номинација за награду Еми (две за споредну глумицу, три за главну глумицу), освојивши једну за главну глумицу и награду Златни глобус. Током девете и десете сезоне ове серије, Џенифер је постала једна од најплаћенијих телевизијских глумаца свих времена, зарађујући милион долара за сваку епизоду. Године 2003, Џенифер се појавила у фантастичној комедији Свемогући Брус, у којој је глумила заједно са Џимијем Керијем, Морганом Фримансом и Стивом Карелом. У филму је тумачила улогу Грејс Коноли, чијем дечку (Џими) се нуди шанса да буде Бог на недељу дана. Филм је зарадио 484 милиона долара широм света, што је најкомерцијалнији филм у Џенифериној каријери. Године 2004, глумила је у романтичној комедији Невоље са Поли заједно са Беном Стилером за коју је добила номинацију за најбољу плесну секвенцу на МТВ филмским наградама. Године 2006. појавила се у филму Раскид, романтичној комичној драми Пејтона Рида. У филму она тумачи улогу девојке Брук Мејерс, која раскида са својим дечком (Винс Вон), али не жели да се исели из његовог луксузног стана. За улогу у Раскиду, била је номинована за две Награде по избору публике и две Награде по избору тинејџера, освојивши прву за омиљену женску филмску звезду и другу на филмски пар, заједно са Винсом Воном.
Након остварења Раскид, Џенифер је глумила у комерцијално успешним филмовима, укључујући Марли и ја (2008), Ти га просто не занимаш (2009), Лов на бившу жену (2010) и Wanderlust (2012). У филму Марли и ја (2008), глумила је Џени Гроган, уз Овена Вилсона, заснованом на истоименим мемоарима Џона Грогана. Филм је зарадио 247,8 милиона долара на благајнама, и добио је две номинације, укључујући и номинацију за  награду Kids' Choice Awards у категорији омиљена филмска глумица. Године 2010, појавила се као гостујућа звезда у ситкому Кугар таун заједно са Кортни Кокс, колегиницом из серије Пријатељи. Током 2014, Џенифер је глумила у драми Cake, филмског редитеља Данијел Барнз, тумачећи улогу Клер Бенет, коју су поједини критичари високо хвалили. Добила је бројне награде и номинације за своје драмско извођење, укључујући номинације за Златни глобус и награду Удружења филмских глумаца, и освојила је награду Montecito на Међународном филмском фестивалу у Санта Барбари. Године 2019, почела је да глуми у Епл ТВ+ драмској серији The Morning Show, у којој је потписана и као извршни продуцент. За свој наступ у The Morning Show серији, номинована је за Златни глобус.
Осим глуме, Џенифер Анистон је режирала три филма: Room 10, Burma: It Can't Wait, и Five. Такође се појавила у неколико музичких спотова, видео-игрица и позоришних представа. Године 2002, заједно са Бредом Питом и Бредом Грејем, бившим извршним директором Парамаунта пикчерса, Анистон је основала филмску продукцијску кућу Plan B Entertainmen, из које су се, она и Греј, повукли 2005. године. Године 2008, Анистон и Кристин Хан су основале продукцијску кућу Echo Films.

## Филм
| Означава филмове који још увек нису објављени | Означава филмове који још увек нису објављени |

|    | Година | Назив                   | Улога                         | Напомена                 | Реф.   |
| -- | ------ | ----------------------- | ----------------------------- | ------------------------ | ------ |
| 1  | 1988.  | Мак и ја                | плесачица у Мекдоналдсу       | непотписана              | [ 1 ]  |
| 2  | 1993.  | Леприкон                | Тори Рединг                   |                          | [ 3 ]  |
| 3  | 1996.  | Она је та               | Рене Фицпатрик                |                          | [ 37 ] |
| 4  | 1996.  | Романса против несанице | Алисон                        |                          | [ 38 ] |
| 5  | 1997.  | Док те нисам срео       | Деби                          |                          | [ 39 ] |
| 6  | 1997.  | Савршена слика          | Кејт Мозли                    |                          | [ 40 ] |
| 7  | 1998.  | The Thin Pink Line      | Клов                          |                          | [ 41 ] |
| 8  | 1998.  | Waiting for Woody       | себе                          | кратки филм              | [ 42 ] |
| 9  | 1998.  | Предмет моје наклоности | Нина Боровски                 |                          | [ 43 ] |
| 10 | 1999.  | Канцеларијски простор   | Џоана                         |                          | [ 44 ] |
| 11 | 1999.  | Гвоздени џин            | Ани Хјуз (глас)               |                          | [ 45 ] |
| 12 | 2001.  | Рок звезда              | Емили Пул                     |                          | [ 46 ] |
| 13 | 2002.  | Добра девојка           | Џастин Ласт                   |                          | [ 47 ] |
| 14 | 2003.  | Свемогући Брус          | Грејс Конели                  |                          | [ 48 ] |
| 15 | 2004.  | Невоље са Поли          | Поли Принс                    |                          | [ 49 ] |
| 16 | 2005.  | Derailed                | Лусинда Харис / Џејн          |                          | [ 50 ] |
| 17 | 2005.  | Шушка се...             | Сара Хатингер                 |                          | [ 51 ] |
| 18 | 2006.  | Пријатељице пуне лове   | Оливија                       |                          | [ 52 ] |
| 19 | 2006.  | Room 10                 | ко-редитељ                    | кратки филм              | [ 31 ] |
| 20 | 2006.  | Раскид                  | Брук Мејерс                   |                          | [ 53 ] |
| 21 | 2008.  | Марли и ја              | Џени Гроган                   |                          | [ 54 ] |
| 22 | 2008.  | Burma: It Can't Wait    | редитељ и продуцент           | кратки филм              | [ 32 ] |
| 23 | 2008.  | Савршена жена           | Сју Клосен                    | такође извршни продуцент | [ 55 ] |
| 24 | 2009.  | Ти га просто не занимаш | Бет Марфи                     |                          | [ 56 ] |
| 25 | 2009.  | Неочекивана љубав       | Елоис Чандлер                 |                          | [ 57 ] |
| 26 | 2010.  | Лов на бившу жену       | Никол Херли                   |                          | [ 58 ] |
| 27 | 2010.  | Замена                  | Кеси Ларсон                   | такође извршни продуцент | [ 59 ] |
| 28 | 2011.  | Моја назовижена         | Кетрин Марфи / Девлин Макабеј |                          | [ 60 ] |
| 29 | 2011.  | Како се решити шефа     | др Џулија Харис               |                          | [ 61 ] |
| 30 | 2012.  | Wanderlust              | Линда                         |                          | [ 62 ] |
| 31 | 2012.  | $ellebrity              | себе                          | документарни филм        | [ 63 ] |
| 32 | 2013.  | Ми смо Милерови         | Сара О’Рајли                  |                          | [ 64 ] |
| 33 | 2013.  | Крими радње             | Маргарет Досон                | такође извршни продуцент | [ 65 ] |
| 34 | 2014.  | Како се решити шефа 2   | др Џулија Харис               |                          | [ 66 ] |
| 35 | 2014.  | Она је тако забавна     | Џејн Клермонт                 |                          | [ 67 ] |
| 36 | 2014.  | Cake                    | Клер Бенет                    | такође извршни продуцент | [ 68 ] |
| 37 | 2014.  | Journey to Sundance     | себе                          | документарни филм        | [ 69 ] |
| 38 | 2015.  | Unity                   | наратор                       | документарни филм        | [ 70 ] |
| 39 | 2016.  | Она ми је све           | Санди Њухаус                  |                          | [ 71 ] |
| 40 | 2016.  | Роде                    | Сара Гарднер (глас)           |                          | [ 72 ] |
| 41 | 2016.  | Луди Божић у канцу      | Керол Ванстоун                |                          | [ 73 ] |
| 42 | 2017.  | Жуте птице              | Мауро Марфи                   | такође извршни продуцент | [ 74 ] |
| 43 | 2018.  | Dumplin'                | Роузи Диксон                  | такође извршни продуцент | [ 75 ] |
| 44 | 2019.  | Случајни детективи      | Одри Спиц                     | такође извршни продуцент | [ 76 ] |
| 45 | 2023.  | Случајни детективи 2    | Одри Спиц                     | такође продуцент         | [ 77 ] |

## Телевизија
|    | Година      | Назив                                        | Улога                | Напомена                                                         | Реф.          |
| -- | ----------- | -------------------------------------------- | -------------------- | ---------------------------------------------------------------- | ------------- |
| 1  | 1990.       | Molloy                                       | Courtney Walker      | стална улога, седам епизода                                      | [ 78 ]        |
| 2  | 1990.       | Камп Кукамонга                               | Ејва Шектор          | телевизијски филм                                                | [ 79 ]        |
| 3  | 1990–1991.  | Ферис Бјулеру                                | Џени Бјулер          | стална улога, тринаест епизода                                   | [ 80 ]        |
| 4  | 1992–1993.  | На ивици                                     | различите улоге      | стална улога, двадесет епизода                                   | [ 81 ]        |
| 5  | 1992–1993.  | Herman's Head                                | Сузи Брукс           | две епизоде                                                      | [ 82 ]        |
| 6  | 1992.       | Квантни скок                                 | Кики Вилсон          | епизода Nowhere to Run                                           | [ 82 ]        |
| 7  | 1993.       | Sunday Funnies                               | различите улоге      | телевизијски филм                                                | [ 83 ]        |
| 8  | 1994.       | Бурков закон                                 | Линда Кембел         | епизода Who Killed the Beauty Queen?                             | [ 82 ]        |
| 9  | 1994.       | Muddling Through                             | Маделин Дрего Купер  | стална улога, десет епизода                                      | [ 84 ]        |
| 10 | 1994–2004.  | Пријатељи                                    | Рејчел Грин          | главна улога (236 епизода)                                       | [ 85 ]        |
| 11 | 1995–2016.  | Уживо суботом увече                          | себе / домаћин       | четири епизоде                                                   | [ 86 ]        |
| 12 | 1996.       | Partners                                     | Сузан                | епизода Follow the Clams?                                        | [ 82 ]        |
| 13 | 1998.       | Херкулес                                     | Галатеја (глас)      | епизода Hercules and the Dream Date                              | [ 82 ]        |
| 14 | 1999.       | Саут парк                                    | Гђица Стивенс (глас) | епизода Rainforest Shmainforest]]                                | [ 87 ] [ 82 ] |
| 15 | 2003.       | Краљ брда                                    | Сју / Стефани (глас) | епизода Queasy Rider                                             | [ 82 ]        |
| 16 | 2007.       | Брука                                        | Tina Harrod          | епизода Ita Missa Est                                            | [ 82 ]        |
| 17 | 2008.       | Телевизијска посла                           | Клер Харпер          | епизода The One with the Cast of Night Court                     | [ 88 ]        |
| 18 | 2010.       | Кугар таун                                   | Глен                 | епизода All Mixed Up                                             | [ 89 ]        |
| 19 | 2011.       | Five                                         | без улоге            | телевизијски филм; такође извршни продуцент редитељ сегмента Mia | [ 33 ]        |
| 20 | 2012.       | Burning Love                                 | Дејна                | интернет серија; две епизоде                                     | [ 90 ]        |
| 21 | 2013        | Call Me Crazy: A Five Film                   | без улоге            | телевизијски филм; извршни продуцент                             | [ 91 ]        |
| 22 | 2019–и даље | Јутарњи шоу                                  | Алекс Леви           | главна улога (20 епизода); такође извршни продуцент              | [ 92 ]        |
| 23 | 2021.       | Пријатељи: Поново заједно                    | Herself              | HBO Max специјал; такође извршни продуцент                       | [ 93 ]        |
| 24 | 2021.       | Live in Front of a Studio Audience           | Blair Warner         | епизоде Diff'rent Strokes и The Facts of Life                    |               |
| 25 | 2022.       | Norman Lear: 100 Years of Music and Laughter | себе                 | телевизијски специјал                                            | [ 94 ]        |

## Видео-игрице
| Година | Назив                               | Улога | Реф.   |
| ------ | ----------------------------------- | ----- | ------ |
| 1997.  | Steven Spielberg's Director's Chair | Лаура | [ 95 ] |

## Музички спотови
| Година | Назив                 | Извођач                         | Реф.   |
| ------ | --------------------- | ------------------------------- | ------ |
| 1994.  | I'll Be There for You | The Rembrandts                  | [ 96 ] |
| 1996.  | Walls (Circus)        | Tom Petty and the Heartbreakers | [ 97 ] |
| 2001.  | I Want to Be in Love  | Мелиса Етериџ                   | [ 98 ] |

## Позориште
| Година     | Продукција                 | Позориште                      | Улога                   | Реф.    |
| ---------- | -------------------------- | ------------------------------ | ----------------------- | ------- |
| 1988.      | Dancing on Checker's Grave | Црква Светог Марка на Бродвеју | Лиса                    | [ 99 ]  |
| 1988–1989. | For Dear Life              | Јавно позориште                | Емили                   | [ 100 ] |
| 1995.      | We Interrupt This Program  | Позориште Тифани               | —                       | [ 101 ] |
| 2006.      | Three Girls and Bob        | Позориште Американ ерлајнс     | Хелена                  | [ 102 ] |
| 2009.      | Ramen Noodle               | Позориште Американ ерлајнс     | Данијел                 | [ 103 ] |
| 2010.      | The Bitch Downstairs       | Позориште Американ ерлајнс     | Мртав пас (непотписана) | [ 104 ] |